# 오예주
오예주(2004년 10월 5일 ~ )는 대한민국의 배우, 모델이다.

## 학력
- 낙생초등학교 (졸업)
- 낙원중학교 (졸업)
- 풍덕고등학교 (졸업)
- 동덕여자대학교 (재학)

## 출연 작품

### 드라마
- 2021년 tvN 토일드라마 《갯마을 차차차》 ... 어린 윤혜진 역 (신민아 아역)
- 2022년 MBC 토일드라마 《지금부터, 쇼타임!》 ... 어린 고슬해 역 (진기주 아역)
- 2022년 tvN 토일드라마 《슈룹》 ... 윤청하 역
- 2023년 KBS2 월화드라마 《혼례대첩》 ... 조예진 역
- 2024년 tvN 월화드라마 《손해 보기 싫어서》 … 고등학생 손해영 역 (신민아 아역, 특별출연)
- 2024년 Disney+ 오리지널 드라마 《강남 비-사이드》 … 강예서 역
- 2024년 tvN 토일드라마 《사랑은 외나무다리에서》 … 윤지원 역 (정유미 아역)
- 2024년 KBS2 단막극 《드라마 스페셜 - 발바닥이 뜨거워서》 … 유하늘 역

### 영화
- 2021년 《아포리아》 (독립 영화)
- 2024년 《댓글부대》 ... 이은채 역

### 광고
- 2019년 우유자조금관리위원회 고맙다 우유
- 2019년 서울특별시 전국체육대회
- 2019년 CJ올리브영 올리브영 - 날아라 올리브 편
- 2019년 SK하이닉스 - 행복 GPS 이야기
- 2020년 신용협동조합 어부바
- 2020년 KT GiGA Wi-Fi 인터넷
- 2021년 대한민국 보건복지부 담배는 노답, 나는 노담 - 전자담배 편 (With 비)
- 2021년 아이비클럽 (With 정동원)
- 2021년 AMUSE 피톤시카
- 2021년 아워홈 지리산수
- 2021년 동서식품 스타벅스 스키니 라떼
- 2021년 스파오
- 2022년 아이비클럽
- 2023년 신성통상 프로젝트엠
- 2023년 동아오츠카 포카리스웨트
- 2023년 메이블린 뉴욕
- 2023년 키엘 투명 에센스
- 2023년 유한킴벌리 좋은 느낌
- 2023년 미디어윌 알바천국
- 2024년 인동에프엔 LIST
- 2024년 네츄럴 라이프 얼라이브 비타민

## 수상 목록
- 2024년 KBS 연기대상 드라마스페셜상 여자 부문 수상 (드라마스페셜 - 발바닥이 뜨거워서)